# Krugiodendron ferreum
Krugiodendron ferreum ist eine der beiden Arten der Gattung Krugiodendron aus der Familie der Kreuzdorngewächse (Rhamnaceae). Sie ist in Florida, Mexiko und Zentralamerika sowie in der Karibik beheimatet.

## Beschreibung
Krugiodendron ferreum sind immergrüne Sträucher oder kleine Bäume mit dichter Krone, die bis etwa 10 Meter hoch werden. Der Stammdurchmesser erreicht über 20 (50) Zentimeter. Die Borke ist gräulich und relativ glatt bis leicht rissig bis furchig oder abblätternd.
Die leicht ledrigen und fast kahlen Laubblätter sind meist gegen- bis wechselständig angeordnet. Die kurz gestielten Blätter sind bis 4–8 Zentimeter lang und elliptisch bis eiförmig mit meist ganzem bis schwach gekerbtem, teils welligem Rand, die Spitze ist abgerundet bis stumpf oder rundspitzig sowie öfters eingebuchtet. Es sind minimale Nebenblätter ausgebildet.
Die sehr kleinen, duftenden, fünfzähligen und zwittrigen, kurz gestielten Blüten mit einfacher Blütenhülle stehen in sehr kurzen, un- oder kurz gestielten, achselständigen, doldenartigen, wenigblütigen Zymen. Der kurze Blütenbecher ist schalen-, trichterförmig. Die Kronblätter fehlen, die fünf, etwa 1,5–2 Millimeter langen und klappigen Kelchblätter mit einem inneren, mittigen Kamm sind dreieckig, sternförmig ausgebreitet und gelb-grünlich. Der fleischige, gekerbte Diskus liegt ringförmig um den Ansatz des mittelständigen, zweikammerigen Fruchtknotens, welcher einen kurzen, zweiästigen Griffel mit zwei Narben trägt. Es sind fünf kurze, freie Staubblätter vorhanden.
Die Früchte am beständigen Blütenbecher sind etwa rundliche, kleine, purpurrote bis schwärzliche, bis etwa 6–10 Millimeter große, meist einsamige, kahle, glatte Steinfrüchte mit einem ein- bis zweifächrigen Steinkern, das dünne Perikarp ist fleischig, das dünne Endokarp knochig. Ein Endosperm in den Samen fehlt.

## Systematik
Die ursprünglich von Martin Vahl als Rhamnus ferrea erstbeschriebene Art wurde 1902 von Ignatz Urban in eine eigene Gattung Krugiodendron gestellt, deren Typusart sie ist. Bis zur Erstbeschreibung von Krugiodendron acuminatum 2003 galt die Gattung als monotypisch.

## Verwendung
Das Holz ist sehr schwer und hart, sowie sehr beständig, es ist eines der schwersten Hölzer weltweit und wiegt bis über 1300 kg/m3. Es wird auch als Schwarzes Eisenholz, Quebracho oder als (Schwarzes) Bleiholz bezeichnet.
Die süßlichen Früchte sind essbar.